# إيكاريام
إيكاريام (بالإنجليزية:إيكاريام) هي لعبة كثيفة اللاعبين على الإنترنت وتبدأ بقرية صغيرة تمتلكها في جزيرة من الجزر ومن ثم تطورها إلى أن تصل إلى مستويات عالية، تحاكي اللعبة العصور الإغريقية الوسطى، وتتضمن عوالم -الموجودة في السيرفر الإماراتي هي : ألفا، بيتا، غاما، دلتا، إبيلسون، زيتا، إيتا، ثيتا، أبوتا، كابا، لامدا، ماي، ناي، زاي، أوميكرون، باي - هذة العوالم تتقسم إلى مجموعة جزر، هذه الجزر تنتج الأخشاب ومورد أخر -عنب، رخام، بلور، كبريت- وكل جزيرة تحمل 16 مكان فارغ للاستعمار مع مكان رقم 17 يمكن البناء فيه أو نقل المدينة اليه باستخدام أمبروزيا

## المستعمرة
يتم بناء أول مستعمرة للاعب فور التسجيل مباشرة ويستطيع بناء المباني والجنود وشراء السفن ومن بعد أن يبني القصر يستطيع بناء مستعمرة أخرى وكلما يطور القصر يستطيع بناء مستعمرة أخرى
مقابل دفع 1250 خشب و 9000 ذهب و 40 من المواطنين

## الأبحاث
الأبحاث أساسية جداً في اللعبة وبدونها لا تستطيع بناء بعض المباني وتجنيد القوات، تتم الأبحاث في الأكاديمية والتي تحتاج إلى الكثير من البلور لتطويرها، كلما كان عدد العلماء أكثر كلما زادت سرعة إنتاج الأبحاث.
تنقسم الأبحاث إلى عدة أقسام وكل قسم يندرج تحتة مجموعة أبحاث
والأبحاث هي -كما هي في اللعبة تماما- :-

### إبحار
1. حِرفة النجارة
2. أسلحة تغطية
3. قرصنة
4. صيانة سفينة
5. رأس السفينة
6. توسيع
7. ثقافات أجنبية
8. زفت
9. سوق
10. نار يونانية
11. وزن مضاد
12. ديبلوماسية
13. خرائط بحرية
14. محرك طارة السفينة
15. السد
16. مثبت الهاون
17. عامود صلب للدفع
18. قاعدة عائمة
19. مستقبل الإبحار

### اقتصاد
1. حفظ
2. رافعة
3. الرفاهية
4. تخزين العنب
5. تحسين طريقة جمع الموارد
6. هندسة
7. الهندسة المعمارية
8. عطلة استجمام
9. التشريع
10. مذاق مميز
11. أعمال مساعدة
12. ميزان الماء
13. معصرة العنب
14. مُستودع
15. المتاجرة بالجنود
16. بيروقراطية
17. يوتوبيا
18. مستقبل الاقتصاد

### معرفة
1. بناء البئر
2. ورق
3. تجسس
4. الملكية
5. حبر
6. تشكيل حكومة
7. اختراع
8. تبادل ثقافي
9. تشريح
10. البصريات
11. تجارب
12. قلم ميكانيكي
13. طيران الطائر
14. بريد أنبوب
15. دين الدولة
16. حُجرات الضغط
17. قانون أرخميدوس
18. مستقبل العلوم

### جيش
1. حوض سفن جاف
2. خرائط
3. جيش محترف
4. محاصرة
5. قانون الشرف
6. عِلم المقذوفات
7. قانون الرفع
8. حاكم
9. تقنية الألعاب النارية
10. نقل الإمدادات
11. بارود
12. علم الإنسان الآلي
13. صب المدافع
14. مستقبل الجيش

## القوات العسكرية
القوات العسكرية هي وسيلة الدفاع والهجوم على اللاعبين الأخرى ن وكلما زادت الأبحاث زاد أنواع القوات التي يمكن تخريجها، الثكنة هي التي تحول السكان إلى قوات عسكرية، كلما زاد مستوى الثكنة كلما كانت قواتك أسرع في التدريب وبعض القوات لا يمكن تدريبها إلا بمستويات عالية للثكنة

### الجيوش هي كما هي في اللعبة تماما
1. رامي الحمار
2. محارب الغبي
3. عملاق الثري
4. الاحمق
5. اقلاع السجارة
6. رامي الرماح
7. قناصة الماهرة
8. كاسر الكبير
9. منجنيق الضخم
10. هاون الجديد
11. طائرة الكبيرة
12. قاصف قوي
13. طباخ الماهر
14. طبيب السريع
15. حامل السيف المتوحش (سكان قرية المتوحشون) الغير الموجودين
16. الاسبارطه الصغيرة

## السفن التجارية
هي الوسيلة المجانية الوحيدة التي يمكنك بها إرسال الموارد إلى مستعمرات أخرى لك أو إلى مستعمرات لاعبين أخرى ن وهي الطريقة الوحيدة لتحميل غنائم المعركة فلا يمكن إرسال قوات بلا سفن تجارية
يمكن شرائها من المرفا وكل ما تشتري سفينة يزيد سعر السفينة القادمة أول سفينة سعرها60 ذهب
يمكنك من اختيار طريقة تلقائية للتوصل بالبضائع بين مدينتين. ستكون أنت هو من يحدد موعد إرسالها. سيتم عندها مجّاناً وضع طريق تجاري تحت تصرفك
- أقصى حد للسفن التجارية = 180 سفينة بدلاً من 160 سفينة مع التعديل من القسم و 72 سفينة مجاناً من دعوات الصداقة، عند دعوتك صديق عن طريق البريد الإلكتروني وإنشاء مستعمرة جديدة سوف تمنح سفينة تجارية مجاناً, ولكن سوف تُحدف السفينة بخمول صديقك أو بحظره أو بتخليه عن مستعمرة
- مع وجود سفن يمكن شرائه عن طريق الامبروزيا والتي عددها 40 سفينة، وايضا هناك 12 سفينة تجارية يمكنك الحصول عليها عن طريق العلاوة اليومية وتبدء العلاوة اليومية بـسفينة واحده فقط تحصل عليها فاليوم السابع الذي تسجل فيه دخولك للعبة علي التوالي وبزيادة عدد مستعمراتك يتم ضرب العلاوة اليومية في عدد مدنك وبالتالي كلما أنشأت مستعمرات أكثر تحصل علي سفينة تجارية اضافية جديدة مع كل مستعمرة، مما يجعل العدد الكلي للسفن التجارية 306 سفينة

## السفن العسكرية
ومهمتها هي محاصرة والدفاع عن المرفأ فلا يمكن لأي قوات الوصول إلى مدينتك إلا بتحطيم سفنك العسكرية، يتم صناعة السفن في حوض بناء السفن

### السفن هي كما هي في اللعبة تماما
1. سفينة مزودة بقوة دفع
2. سفينة حاملة لسلاح المرجام
3. قاذف اللهب
4. سفينة مزودة بمنجنيق
5. جارفة آلية ضخمة
6. سفينة هاون
7. غواصة
8. سفينة صواريخ
9. قوارب سريعة
10. حاملة المناطيد
11. مقطورة بحرية

## التحالفات
فور بناء السفارة تستطيع إنشاء تحالف خاص بك أو الانضمام إلى أي تحالف أخر
لبناء سفارة.. يجب عليك بحث (ثقافات أجنبية) وتوفير الخشب والرخام
مستوى 1 ==> 3 نقاط دبلوماسية /// مستوى 2 ==> 2 نقطة دبلوماسية /// وباقي المستويات ==> نقطة واحدة فقط..

### إنشاء تحالف
التحالف يأخد 3 نقاط دبلوماسية لإنشاءه
عند إنشاء تحالف تكون أنت (قائد، جنرال، وزير داخلية ودبلوماسي)
القائد
1. القائد مهمته توزيع كل من (جنرال، وزير داخلية ودبلوماسي) على أعضائه أو يستطيع الاحتفاظ بهم
2. يوفر نقاط دبلوماسية حرة للتحالف
3. طرد أي عضو من الأعضاء في أي وقت
4. كما أنه يستطيع تسليم القيادة لأحد أعضاء التحالف (يكون له نقاط دبلوماسية على عدد الأعضاء)

 وزير داخلية 
1. هو المسؤل على إدخال الأعضاء لتحالف
2. إنشاء صفحة التحالف الداخلية
3. تعديل رتبة الأعضاء كما يريد (جنرال ودبلوماسي لا يجوز له تغيرهم)
4. يستطيع مشاهدة موارد الأعضاء (خشب، رخام، كبريت، بلور وذهب)

 جنرال 
1. يستطيع مشاهدة جيوش الأعضاء
2. يستطيع مشاهدة من يهاجم التحالف
3. يستطيع مشاهدة من يقوم بعملية نهب (يستطيع سحب الهجوم)

 دبلوماسي 
1. إنشاء صفحة التحالف الخارجية
2. اتصال بالدبلوماسي لتحالف أخر
3. إنشاء معاهدات التحالف

### الدخول لتحالف
يكون هناك شروط للانضمام (يضعها وزير داخلية)
تكون عضو عادي ثم يتم ترقيتك وتستطيع أن تكون جنرال، وزير داخلية أو دبلوماسي

## التجسس
بمجرد حصولك على مخبأ يمكنك البدء في تدريب جواسيس. مع كل رفع للمستوى يمكنك تدريب جاسوس إضافي.
يجب عليك قبل التمكن من استعمال أحد الجواسيس أن تقوم باختراق إحدى المدن. استعمل من أجل ذلك خريطة الجزيرة وقم باختيار المدينة التي ترغب في الحصول على معلومات تخصها. سيظهر لك في القائمة في يسار الشاشة نقطة اختراق المدينة. ستظهر بعدها نافذة بخيارات عدة، تكمن إحداها في تحديد عدد الجواسيس الذي عليهم محاولة اختراق المدينة، وكذا عدد الجواسيس الذي يمكنهم مرافقتك كمخادعين، مهمتهم تكمن في الرفع من حظوظ نجاح مهمة الآخرين. يعود هؤلاء المخادعون إلى مدنهم الأصلية إذا لم يتم إلقاء القبض عليهم.
يمكنك إذا نجح جواسيسك في اختراق إحدى المدن فتح خريطتها من خلال النظرة العامة للجزيرة أو من خلال إحدى المخابئ وإرسال جواسيسك في مهام معينة. يمكنك اختيار جواسيس أو مخادعين لكل مهمة من المهام. يُمكِّن المخادعون من تحسين فرص نجاح العملاء والجواسيس بشكل كبير. لكن هذا يتم إلى حد مُعين فقط. يتوقف هذا على عدد العملاء المشاركين في العملية. كلما زاد عددهم، كلما زادت فرص نجاحهم في وصول الهدف. غير أنه يجب الذكر هنا أنه كلما زاد عدد العملاء كلما زادت أيضاً نسبة المجازفة والتعرض للاكتشاف.
يحصل مالِكُ المدينة الهدف على إشارة تنبهه بحصول شيء ما، إذا قمت باستعمال مخادعين. وذلك حتى إذا لم يكن قد وظف عملاء، أو اكتشف عملاء أو مُخادعين!

### مهام التجسس التي يمكن تنفيذها
1. مراجعة سعة المخزن - تحصل عن معلومات تخص كمية المواد الأولية الموجودة في المدينة.
2. التجسس على الموقع العسكري - الكشف عن نوعية الجنود المُمركزة هناك، العداد العسكري والسفن الحربية في المدينة.
3. مراقبة تحركات الأساطيل والقوات - الاطلاع على مصدر قدوم الأسطول أو الجهة التي يستهدفها والعدد الإجمالي للوحدات وسفن النقل وكذا وقت الوصول.
4. التجسس على مستوى البحث - تتطلع على الاكتشافات الحديثة.
5. وضعية الاتصال - ستطلع على وضعية اتصال هذا اللاعب.
6. التجسس على المراسلات - يمكنك الاطلاع على أكثر من 15 رسالة (كأقصى حد)، قام المُتجسسُ عليه بإرسالها أو باستقبالها. ستتمكن من رؤية عنوان الموضوع، توقيت الرسالة واللاعبين المعنيين بالأمر.
7. سحب الجاسوس - يعود الجاسوس إلى مخبأه.

يمكن أثناء مهمة من المهام أن يتعرض العملاء والمخادعون للاكتشاف. سيحاول عندها جميع الجواسيس الاختفاء. إذا نجحوا في ذلك فإنهم سيبقون في المدينة. أما إذا فشلوا فإنه سيتم سجنهم، وقد يفصحوا أثناء ذلك عن معلومات تخص مدينتهم الأصلية ومعلومات عن نوعية مهمتهم! لن يتم إعادتهم إلى مدنهم الأصلية، مما سيضطر اللاعب إلى تدريب جواسيس وعملاء جُدد.

### تؤثر العوامل التالية في فرص اكتشاف جواسيسك
```
(-) حجم المدينة المُخترقة
(-) مخادعون (لا يمكنهم مساعدة أنفسهم، بل فقط العملاء)
(+) عدد الجواسيس الذين يتم توظيفهم لمحاربة التجسس في المدينة المُخترقة
(+) أخطار المهمة - كلما كانت المهمة أصعب، كلما كان خطر الاكتشاف أكبر.
(+) الخطر المتبقي من المهمة الأخيرة
```

نصيحة: احتمال اكتشاف الجاسوس يزيد مع كل بعثة. للحد من خطر اكتشاف جاسوسك ينصح بالانتظار لفترة قصيرة بين كل بعثة وبعثة أخرى.

## أنظمة الحكم
في النسخة 0.4.4 التي أصدرت في 03.08.2011 تم إضافة أنظمة الحكم التي تمكنك من الحصول علي بضع مميزات ولكن لكل نظام حكم بضعة عيوب لذا عليك اختيار نظام الحكم الذي يناسبك

## إيكريام بلاس
مع ايكاريم بلاس يمكنك أن تقود إمبراطوريتك لمساحة لا توصف. فقط بالقليل من امبروزيا (أكل وبضائع) سوف يقوم مستشاروك وعمالك بتقديم المزيد لك. الزيادات التالية متوفرة لك للاختيار:
1. حساب ممتاز
2. رُزم الدُّمى
3. منشار بخاري
4. المطرقة البخارية
5. جارفة كبريت بخارية
6. حافر البلور البخاري
7. عصارة عنب بخارية
8. قفل
9. رافعة بخارية
10. الطرق التجارية

## وصلات خارجية
- موقع اللعبة العربي
- منتدى اللعبة العربي
- موقع اللعبة الإنجليزي
- لعبة ابطال الكرة